# První Ženská Liga Amerického Fotbalu 2018
La První Ženská Liga Amerického Fotbalu 2018 è la 4ª edizione del campionato di football americano femminile di primo livello, organizzato dalla ČAAF.

## Squadre partecipanti
| Club              | Città | Stadio | Sponsor ufficiale | Risultato nella stagione 2017 |
| ----------------- | ----- | ------ | ----------------- | ----------------------------- |
| Brno Amazons      | Brno  |        |                   |                               |
| Prague Black Cats | Praga |        |                   |                               |
| Prague Harpies    | Praga |        |                   |                               |

## Stagione regolare

### Calendario

#### 1ª giornata
| Brno 1º settembre 2018, ore 14:30 | Brno Amazons | 32 – 7 (6-0 0-7 7-0 19-0) referto | Prague Black Cats | Ragby Bystrc (147 spett.)\| Arbitro: \| Dvořáček \| |
| Arbitro:                          | Dvořáček     |                                   |                   |                                                     |

#### 2ª giornata
| Praga 9 settembre 2018, ore 11:00 | Prague Harpies | 25 – 47 (0-7 7-14 12-26 6-0) referto | Prague Black Cats | Motorlet (123 spett.)\| Arbitro: \| Kriesman \| |
| Arbitro:                          | Kriesman       |                                      |                   |                                                 |

#### 3ª giornata
| Praga 16 settembre 2018, ore 16:00 | Prague Black Cats | 20 – 45 (0-6 0-13 14-14 6-12) referto | Brno Amazons | Uhelné sklady (140 spett.)\| Arbitro: \| Hameder \| |
| Arbitro:                           | Hameder           |                                       |              |                                                     |

#### 4ª giornata
| Brno 30 settembre 2018, ore 15:00 | Brno Amazons | 35 – 12 (15-0 0-6 14-6 6-0) referto | Prague Harpies | Ragby Bystrc (135 spett.)\| Arbitro: \| Rybář \| |
| Arbitro:                          | Rybář        |                                     |                |                                                  |

#### 5ª giornata
| Čelákovice 7 ottobre 2018, ore 15:00 | Prague Black Cats | 44 – 0 (13-0 6-0 13-0 12-0) referto | Prague Harpies | (67 spett.)\| Arbitro: \| Pachulski \| |
| Arbitro:                             | Pachulski         |                                     |                |                                        |

#### 6ª giornata
| Praga 13 ottobre 2018, ore 14:00 | Prague Harpies | 0 – 53 (0-13 0-19 0-7 0-14) referto | Brno Amazons | Motorlet (94 spett.)\| Arbitro: \| Frehar \| |
| Arbitro:                         | Frehar         |                                     |              |                                              |

### Classifica
La classifica della regular season è la seguente:
- PCT = percentuale di vittorie, G = partite giocate, V = partite vinte,  P = partite perse, PF = punti fatti, PS = punti subiti

| Pos. | Squadra           | PCT   | G | V | N | P | PF  | PS  |
| ---- | ----------------- | ----- | - | - | - | - | --- | --- |
| 1    | Brno Amazons      | 1.000 | 4 | 4 | 0 | 0 | 165 | 39  |
| 2    | Prague Black Cats | .333  | 4 | 2 | 0 | 2 | 118 | 102 |
| 3    | Prague Harpies    | .000  | 4 | 0 | 0 | 4 | 37  | 179 |

## Playoff

### IV Rose Bowl
| Brno 4 novembre 2018, ore 13:30 | Brno Amazons | 32 – 6 (0-0 20-0 6-0 6-6) referto | Prague Black Cats | Ragby Bystrc (550 spett.)\| Arbitro: \| Gazdík \| |
| Arbitro:                        | Gazdík       |                                   |                   |                                                   |

## Verdetti
- Brno Amazons Campionesse della Repubblica Ceca 2018